# Planta aquática

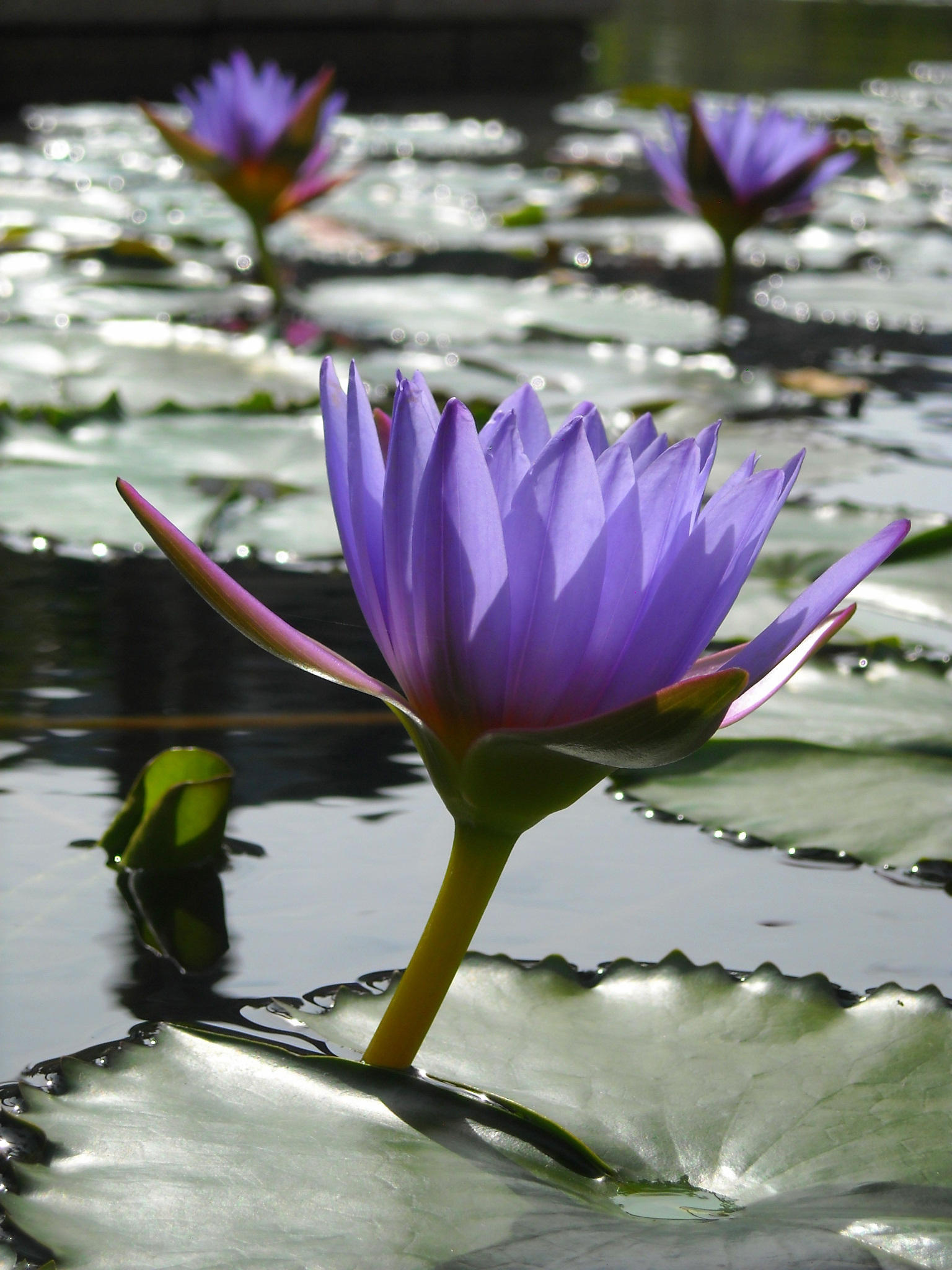
As espécies do género Nymphoides crescem enraizados no fundo, mas com as folhas a flutuar à superfície da água.

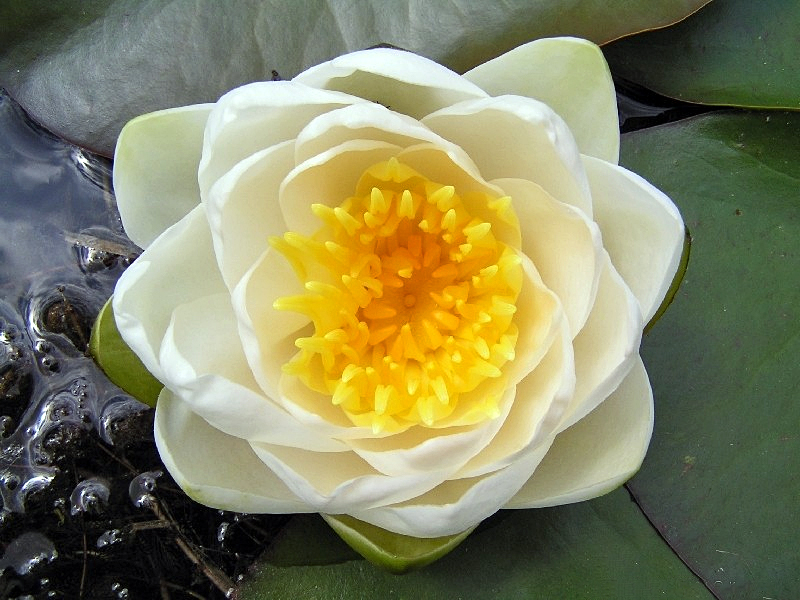
A flor de Nymphaea alba, uma espécie da família Nymphaeaceae (nenúfares).

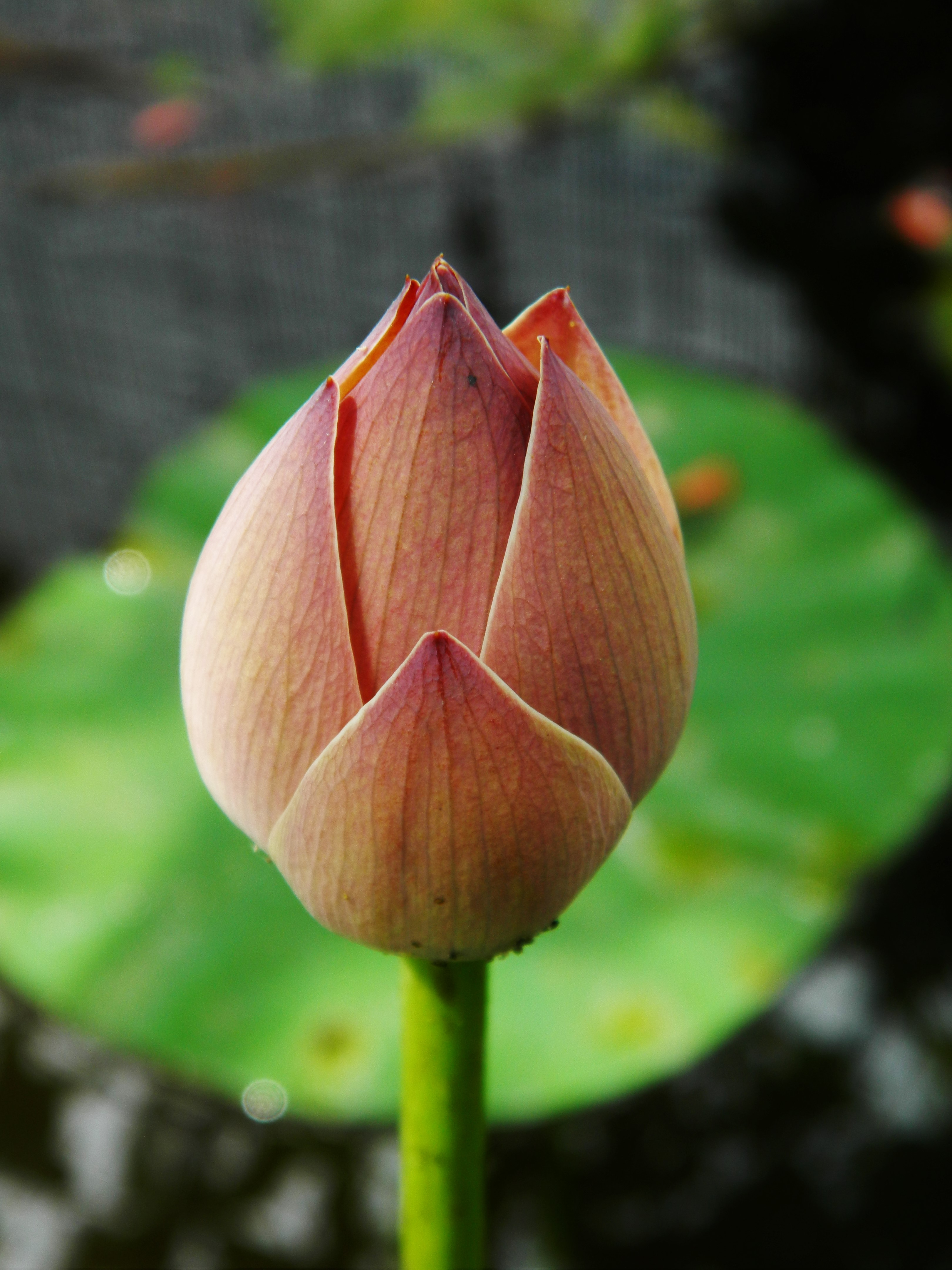
Gema de Nelumbo nucifera, uma planta aquática.

Plantas aquáticas são plantas que se adaptaram à vida em ambientes aquáticos (marinhos e dulçaquícolas) ocupando um conjunto de habitats que requerem mecanismos específicos de vida em submersão ou à superfície da água. A adaptação mais comum é a presença de aerênquima, mas a presença de folhas flutuantes e de folhas finamente dissecadas são também comuns. As plantas aquáticas apenas se podem desenvolver em água ou em solo que esteja permanentemente saturado com água, o que as torna dependentes das zonas húmidas, ecossistemas onde são um importante componente do biota. Estas plantas são também frequentemente referidas como hidrófitas ou macrófitas, embora a primeira das designações possa induzir em erro, por ser uma das categorias do sistema de Raunkiær, e a segunda por ser utilizada para algas e para aplicações tecnológicas no campo da engenharia sanitária.

## Descrição
Hidrófitas, ou macrófitas aquáticas, são quaisquer plantas que vivem com uma porção de sua parte vegetativa permanentemente imersa em água. O termo se refere tanto às algas como algumas espécies de plantas vasculares.
Como a esmagadora maioria das algas é marinha ou de água salgada, torna-se redundante descrever as suas espécies como hidrófitas, portanto, na maior parte dos casos, o termo é aplicado exclusivamente às plantas vasculares, como as ervas marinhas. Outras definições exigem que as hidrófitas sejam plantas herbáceas ou rizomatosas que permanecem na água durante toda a vida, excluindo algumas árvores cujas raízes são constantemente cobertas por água, como as dos manguezais.
Os ecólogos adotaram o termo "macrófitas aquáticas" que, segundo o autor Sculthorpe, é inadequado pois engloba todas as plantas aquáticas visíveis incluindo criptógamas, pteridófitas e angiospermas. O referido autor prefere utilizar o termo "hidrófita vascular".
As hidrófitas apresentam uma série de adaptações ao seu ambiente. No caso de algumas árvores, as raízes podem ser dotadas de pneumatóforos, que captam oxigênio atmosférico para sua respiração.
Já as plantas herbáceas e rizomatosas podem se apresentar de três maneiras: flutuantes (quando suas raízes não se prendem ao fundo e toda a planta permanece flutuando na superfície), semissubmersas (quando parte da planta permanece fora da água, mas pelo menos as raízes estão presas ao fundo) e submersas (quando as raízes estão fixas ao fundo e todo o corpo da planta permanece debaixo d'água). Cada um desses tipos apresenta uma gama de características próprias para seu modo de vida.
As flutuantes são normalmente dotadas de aerênquima, que tornam seu peso mais leve. Também possuem raízes curtas e simples, e grande índice de transpiração. Um exemplo famoso é o aguapé.
As semissubmersas normalmente possuem caules curtos ou rizomas subterrâneos, presos ao substrato, e longas folhas ou pecíolos que mantém suas folhas para fora da água. Estas folhas possuem estômatos na face superior das folhas, ao invés da inferior, que é o mais usual. Nestas espécies é mais comum a ocorrência de flores também sustentada por longos pedúnculos para fora da água. O lótus e o chapéu-de-couro mantêm as lâminas foliares bem acima do nível da água, mas as ninféias as mantém na superfície do espelho d'água. As taboas não possuem pecíolos, e as folhas são longas e eretas.
As submersas apresentam tecidos muito finos e delicados, normalmente com folhas pequenas, em forma de fita, ou fimbriadas, sem qualquer tipo de tecido de sustentação (algumas espécies de dicotiledôneas submersas apresentam um sistema vascular muito rudimentar, à semelhança de algumas monocotiledôneas aquáticas). As flores, algumas vezes, permanecem submersas, embora isso não seja uma regra.
As plantas anfíbias constituem aquele grupo de espécies aquáticas que vivem dentro da água, nos períodos de cheia, mas conseguem sobreviver por períodos variáveis no solo livre de inundação durante o período de seca.

## Formas biológicas e classificação morfológica
Tipos biológicos
As plantas aquáticas podem ser classificadas no Sistema de Raunkiær como pertencentes a dois tipos biológicos distintos:
- Helófitas (do grego ἑλώς, helos, «pântano», e φυτόν, phyton, «planta»), também designadas por limnocriptófitas ou por limnófitas — as gemas de renovo ficam enterradas no lodo (ou pelo menos imersas), as folhas ficam emersas ou pelo menos parcialmente emersas. Plantas típicas das zonas pantanosas e das águas rasas (por exemplo Typha e Phragmites);
- Hidrófitas (do grego ὕδριος, hudrios, «aquático», e φυτόν, phyton, «planta») ou hidrocriptófitas — as gemas dormentes e as folhas ficam submersas (por exemplo as Nymphaeaceae).

Enquanto as helófitas constituem um grupo não subdividido, as hidrófitas são divididas em duas categorias:
- Radicantes — as hidrófitas radicantes (Ho rad) são plantas aquáticas perenes que possuem um sistema radicular que as ancora ao fundo. Exemplos: Callitriche (C.hamulata, C.palustris, C.stagnalis), Potamogeton (P.coloratus, P.crispus, P.perfoliatus), Nymphaea alba, Posidonia oceanica, Zostera marina, Ranunculus aquatilis.

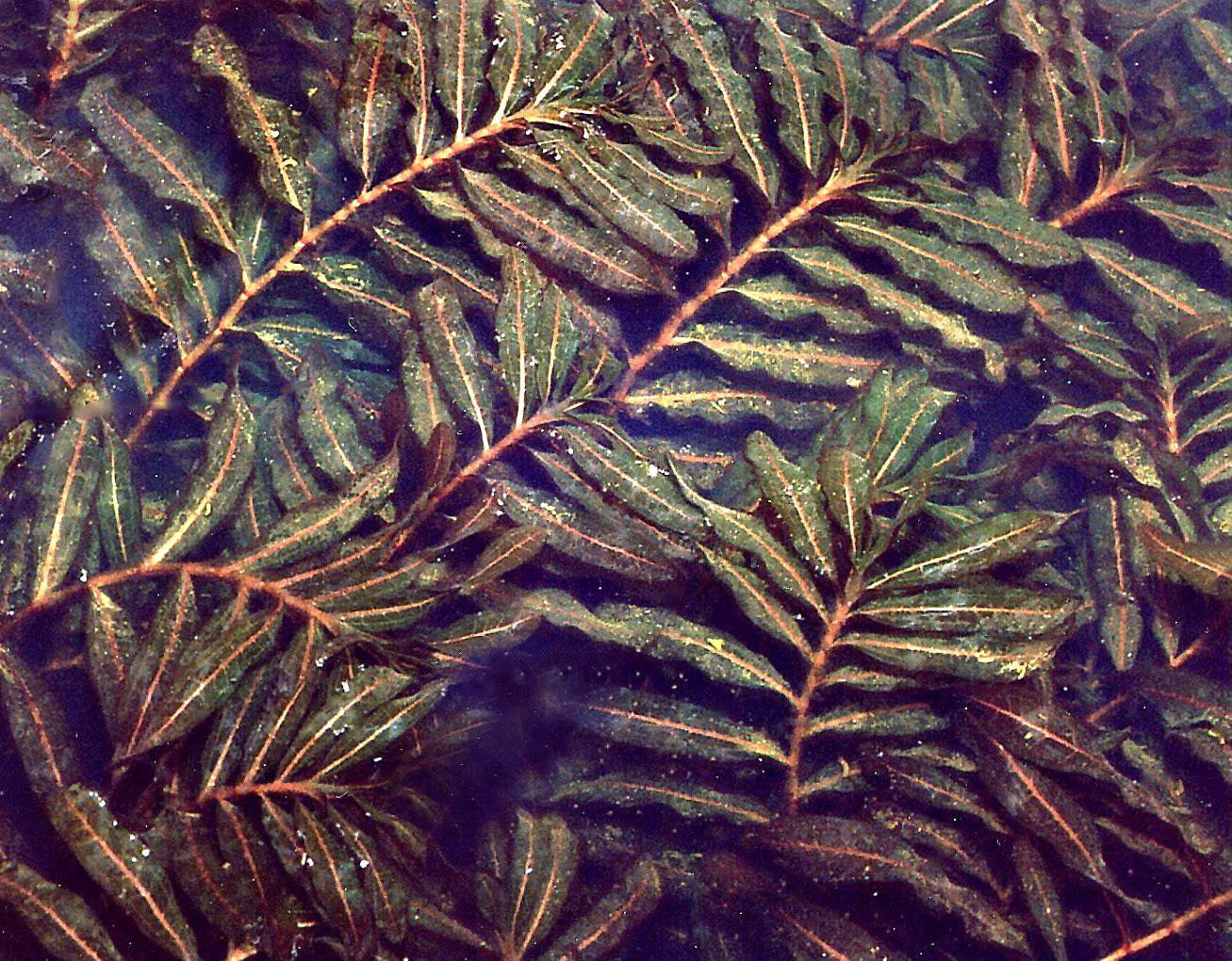
Potamogeton crispus
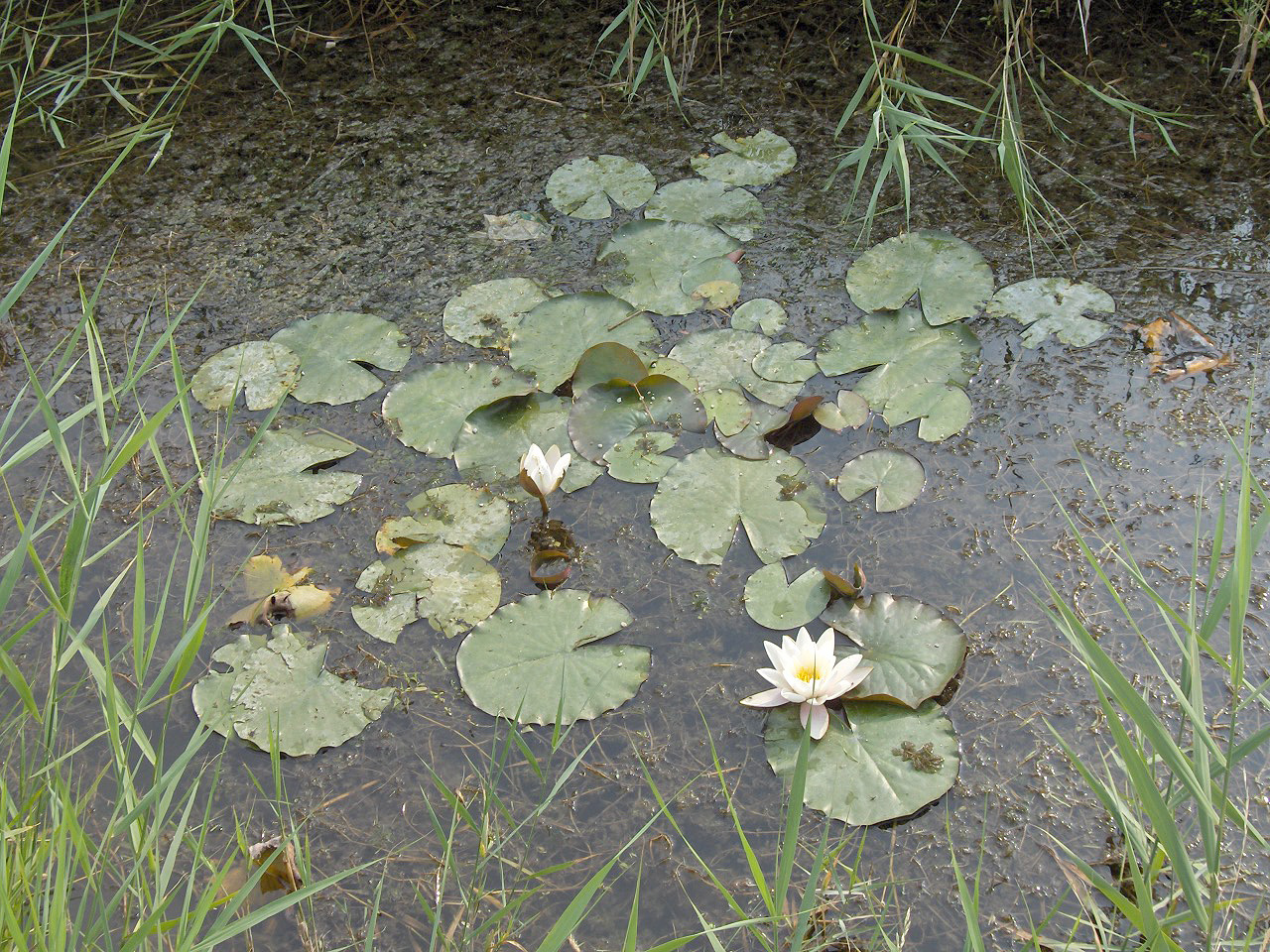
Nymphaea alba
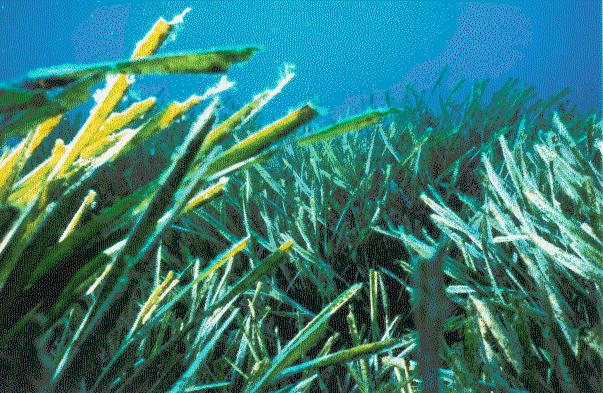
Posidonia oceanica
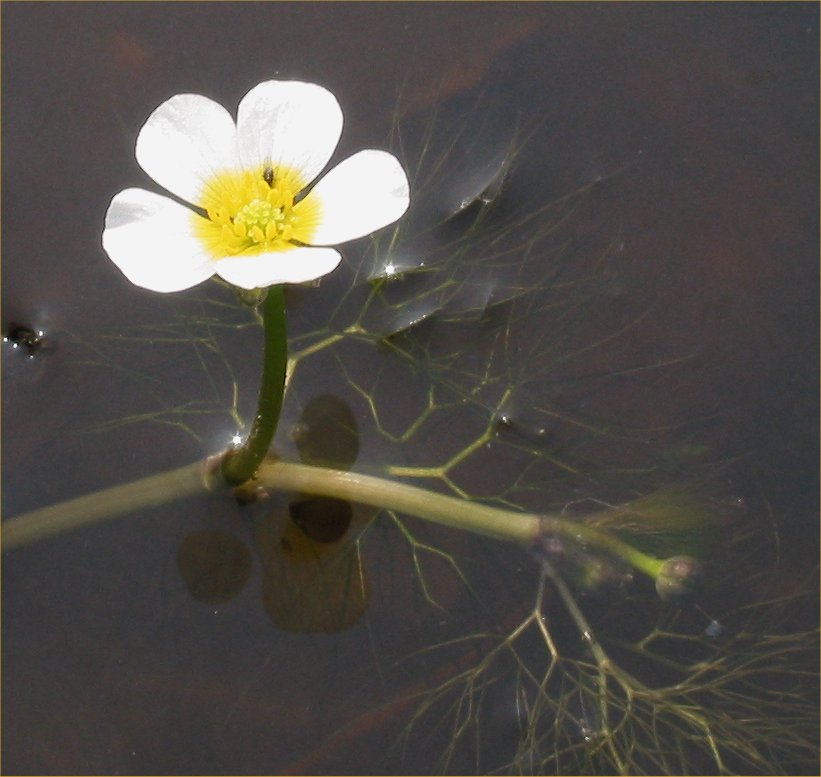
Ranunculus aquatilis

- Natantes — as hidrófitas natantes (Ho nat), ou flutuantes, são plantas aquáticas que flutuam livremente na superfície da água, sem raízes que as ancorem aos fundos. Exemplos: Lemna gibba, Lemna minor, Salvinia natans, Utricularia minor, Utricularia vulgaris.

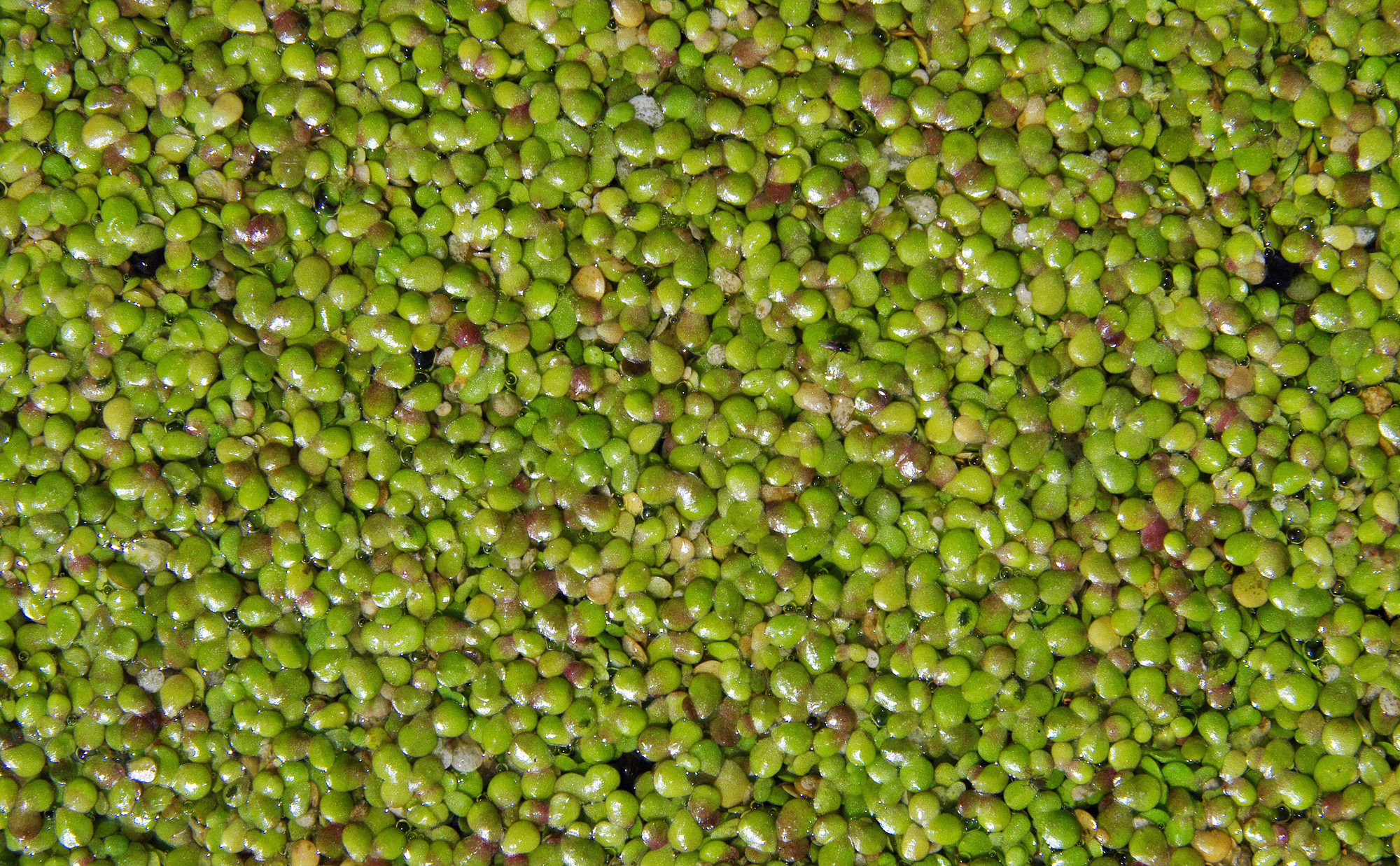
Lemna gibba
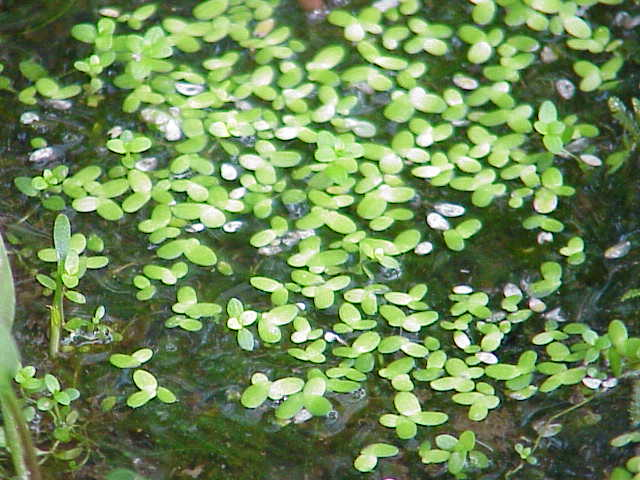
Lemna minor
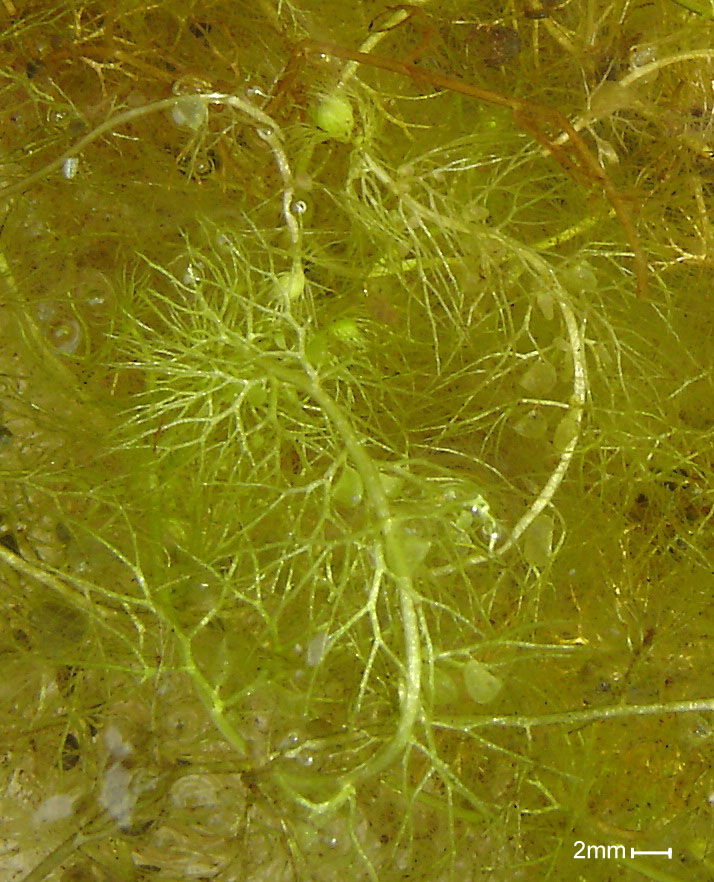
Utricularia vulgaris
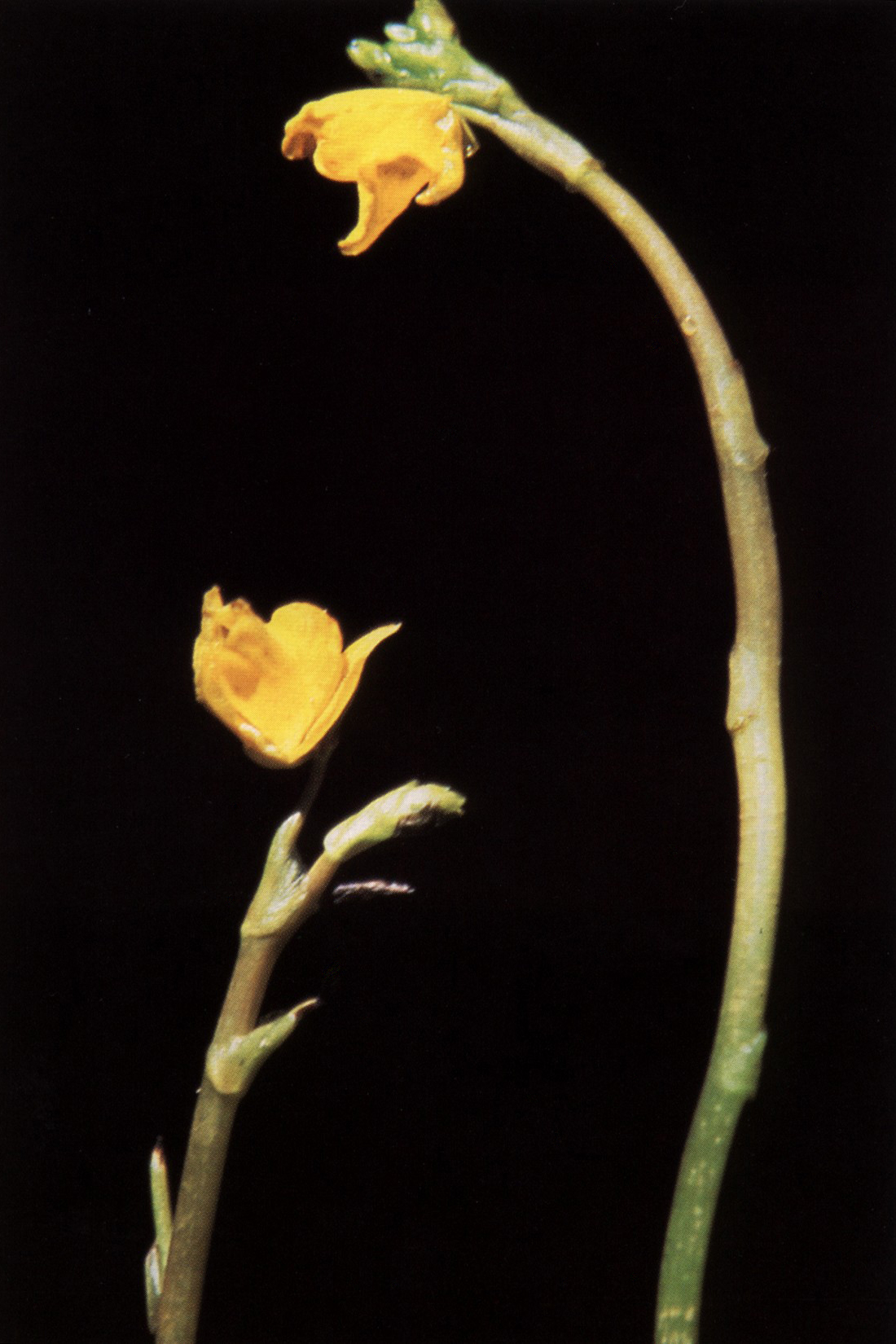
Utricularia minor

Classificação morfológica
No que se refere à morfologia, existem múltiplas classificações possíveis para as plantas aquáticas. Uma dessas classificações, a mais expandida, agrupas aquelas plantas em seis categorias:
- Anfífitos: plantas aquáticas que estão adaptadas a viver emersas ou submersas, tolerando a alternância de períodos de inundação com período de solo não submerso;
- Elodeídeos: plantas com flor que completam o ciclo de vida submersas ou apenas com as flores acima da superfície da água;
- Isoetídeos: plantas rosuladas que completam o seu inteiro ciclo de vida submersas;
- Helófitas: plantas enraizadas no fundo, mas com as folhas acima da superfície das águas;
- Ninfeias: plantas enraizadas no fundo, mas comas as folhas a flutuar na superfície da água;
- Plantas aquáticas pleustónicas: plantas vasculares que flutuam livremente na água (plantas natantes).